# Евгени Йорданов
Евгени Йорданов е бивш български футболист, нападател. Роден е на 4 февруари 1978 г. в Кюстендил.

## Кариера
Йорданов започва кариерата си във Велбъжд (Кюстендил). Не успява обаче да се утвърди в родния си клуб, като за 5 сезона играе в едва 24 мача в А група, в които бележи 2 гола. През този период на два пъти е преотстъпван за по един полусезон във Вихър (Горубляне) и Спартак (Варна). През лятото на 2001 г. след преместването на Велбъжд в Пловдив и преименуване на Локомотив, Йорданов не намира място в състава на Димитър Димитров – Херо и преминава в отбора на Пирин (Благоевград).
За „орлетата“ през сезон 2001/02 бележи 4 гола в Б група. През лятото на 2002 г. преминава в Македонска слава. С този отбор през сезон 2002/03 вкарва 18 попадения в 27 срещи и става голмайстор на втория ешелон.
През лятото на 2003 г. е закупен от шампиона на България ЦСКА. С „армейците“ Йорданов изиграва два силни сезона, като по време на втория – 2004/05 вкарва 10 попадения и помага на ЦСКА да стане шампион за 30-и път. На 15 май 2005 г. Евгени вкарва първия хеттрик в своята кариера, за победа с 4:1 над Беласица в Петрич.
На 16 август 2005 г. нападателят е продаден на руския Амкар (Перм) за сумата от 200 000 евро. Така и не успява обаче да се утвърди в руската Премиер лига и за близо две години изиграва само 9 срещи, в които не успява да се разпише. През януари 2007 г. изкарва проби в Интер (Баку), но малко след това получава предложение да се завърне в ЦСКА. На 27 февруари 2007 г. Йорданов е преотстъпен от Амкар на „армейците“ до края на сезона. След като изтича наемът, Амкар разстрогва договорът на нападателя. Той се завръща в България и сключва контракт с Марек (Дупница).
През зимната пауза на сезон 2007/08 за трети път отива в ЦСКА и в края на сезона става за втори път шампион с червените. След това вдига и Суперкупата на България, но намира рядко място в състава.
През лятото на 2009 г. напуска в посока Вихрен). След силен сезон с гладиаторите в Б група на 23 юни 2010 г. Йорданов подписва едногодишен контракт с Берое. След края на сезон 2010/11 договорът му е подновен за още един сезон.

## Статистика по сезони
| Сезон    | Отбор            | Първенство   | Мачове | Голове |
| -------- | ---------------- | ------------ | ------ | ------ |
| 1996/97  | Велбъжд          | А група      | 6      | 0      |
| 1997/98  | Велбъжд          | А група      | 2      | 0      |
| 1998/ес. | Вихър            | В група      | ?      | ?      |
| 1999/пр. | Спартак (Вн)     | А група      | 6      | 0      |
| 1999/00  | Велбъжд          | А група      | 7      | 1      |
| 2000/01  | Велбъжд          | А група      | 9      | 1      |
| 2001/02  | Пирин            | Б група      | 18     | 4      |
| 2002/03  | Македонска слава | Б група      | 27     | 18     |
| 2003/04  | ЦСКА             | А група      | 25     | 7      |
| 2004/05  | ЦСКА             | А група      | 23     | 9      |
| 2005/ес. | ЦСКА             | А група      | 1      | 0      |
| 2005     | Амкар            | Премиер Лига | 6      | 0      |
| 2006     | Амкар            | Премиер Лига | 3      | 0      |
| 2007/пр. | ЦСКА             | А група      | 13     | 4      |
| 2007/ес. | Марек            | А група      | 10     | 1      |
| 2008/пр. | ЦСКА             | А група      | 8      | 1      |
| 2008/09  | ЦСКА             | А група      | 13     | 2      |
| 2009/10  | Вихрен           | Б група      | 14     | 9      |
| 2010/11  | Берое            | А група      | 25     | 4      |
| 2011/12  | Берое            | А група      | 0      | 0      |